# Агридженто (провинция)
Агридженто (на италиански: Provincia di Agrigento) е провинция на остров Сицилия с площ 3042 km² и население 455 000 души (2007). Административен център е град Агридженто. Провинцията включва 43 общини.

## Административно деление
Провинцията се състои от 43 общини:
- Агридженто
- Алесандрия дела Рока
- Арагона
- Бивона
- Бурджо
- Вилафранка Сикула
- Гроте
- Йополо Джанкаксио
- Каламоначи
- Калтабелота
- Камарата
- Камастра
- Кампобело ди Ликата
- Каникати
- Кастелтермини
- Кастрофилипо
- Католика Ераклеа
- Комитини
- Лампедуза и Линоза
- Ликата
- Лука Сикула
- Менфи
- Монтеваго
- Монталегро
- Наро
- Палма ди Монтекиаро
- Порто Емпедокле
- Равануза
- Ракалмуто
- Рафадали
- Реалмонте
- Рибера
- Самбука ди Сичилия
- Сан Биаджо Платани
- Сан Джовани Джемини
- Сант'Анджело Муксаро
- Санта Елизабета
- Санта Маргерита ди Беличе
- Санто Стефано Куискуина
- Сикулиана
- Фавара
- Чанчана
- Шака